# Zell im Fichtelgebirge

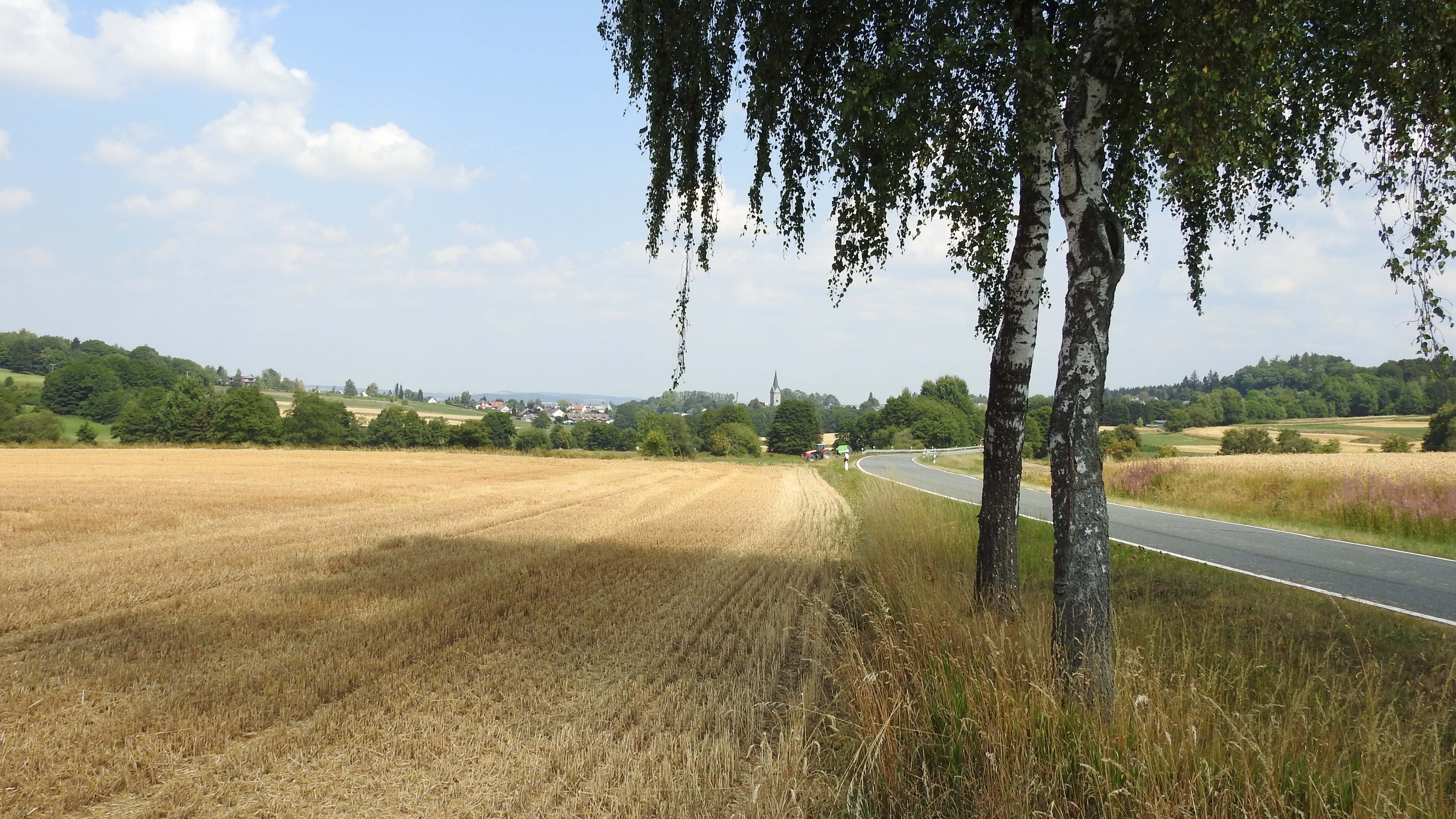
Zell im Fichtelgebirge von Südwesten

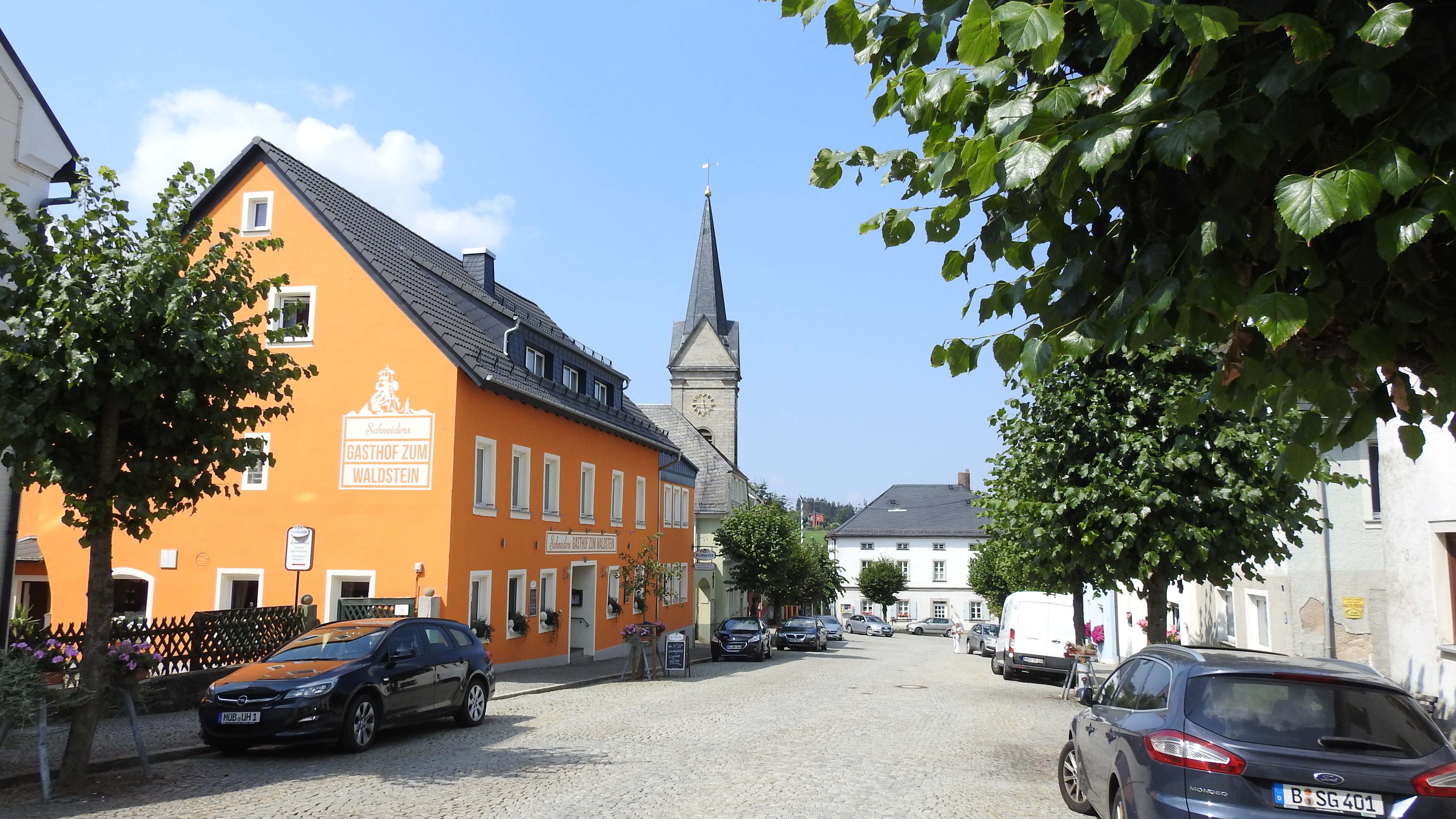
Marktplatz in Zell im Fichtelgebirge

Zell im Fichtelgebirge (bis 2007: Zell) ist ein Markt im oberfränkischen Landkreis Hof. Die Gemeinde liegt im Naturpark Fichtelgebirge. Der Hauptort ist staatlich anerkannter Erholungsort.

## Geographie

### Lage
Der Hauptort liegt in der Nähe der Stadt Münchberg und ca. zehn Kilometer von der Bundesautobahn 9 entfernt. In der Nähe von Zell im Fichtelgebirge entspringt am Waldstein im Fichtelgebirge die Saale. Auf 30 Kilometern markierter Wanderwege kann man die Umgebung erkunden.

### Gemeindegliederung
Die Gemeinde hat 17 Gemeindeteile (in Klammern sind der Siedlungstyp und die Einwohnerzahl angegeben):
- Erbsbühl (Weiler, 5)
- Friedmannsdorf (Dorf, 93)
- Grossenau (Dorf, 86)
- Großlosnitz (Dorf, 68)
- Kleinlosnitz (Weiler, 22)
- Lösten (Dorf, 58)
- Mödlenreuth (Weiler, 41)
- Oberhaid (Weiler, 11)
- Rieglersreuth (Weiler, 23)
- Schnackenhof (Weiler, 22)
- Steinbühl (Dorf)
- Tannenreuth (Weiler, 24)
- Unterhaid (Weiler, 17)
- Waldhütte (Einöde)
- Waldstein (Einöde, 3)
- Walpenreuth (Dorf, 64)
- Zell im Fichtelgebirge (Hauptort)

Auf dem Gemeindegebiet liegt die Wüstung Hintere Haidbergseinzel.
Es gibt auf dem Gemeindegebiet die Gemarkungen Grossenau, Kleinlosnitz, Sparnecker Forst (Gemarkungsteil 1), Walpetenreuth und Zell. Die Gemarkung Zell hat eine Fläche von 8,665 km². Sie ist in 1720 Flurstücke aufgeteilt, die eine durchschnittliche Fläche von 5038 m² haben. In ihr liegen neben dem namensgebenden Ort die Gemeindeteile Oberhaid, Steinbühl, Unterhaid, Waldhütte und Waldstein.

## Geschichte

### Steinzeit
Bei den Ausgrabungen an der Ostburg auf dem Waldstein durch Karl Dietel wurden mehrere steinzeitliche Werkzeuge und Fundstücke zu Tage gefördert. Diese wenigen Funde sind allerdings kein Beweis für eine frühe Besiedlung des Gipfels und der umliegenden Wälder, sondern zeigen lediglich auf, dass bereits um 1000 bis 1800 v. Chr. erste Jäger und Sammler die Wälder rund um den Waldstein durchstreiften.

### Die Gründung des Ortes
Zell dürfte bereits unter Bischof Hermann I. von Bamberg (1065–1075) gegründet worden sein, da es bei der Erwerbung durch Bischof Otto I. (1102–1139) als cella waltstein erstmals urkundlich erwähnt wurde. Die erste Mönchsklause hat sich aller Wahrscheinlichkeit nach auf dem Waldstein befunden. Die Annahme, es könnte sich um die Kapelle der ehemaligen Ostburg gehandelt haben, widerlegte Karl Dietel allerdings schon in den 1960er Jahren. Er nimmt als am wahrscheinlichsten die Nutzung der Zelle als Raststation für reisende Pilger an. Die Lage an einer mittelalterlichen Fernstraße über den Waldstein spricht ebenso für diese These. Im 11. Jahrhundert hatte dieser Verkehrsweg – der von der Fränkischen Alb kam, bei Goldkronach den steilen Gebirgsrand erklomm und dann das Dorf Rekkenz, das als Vorläufer der Stadt Hof und Mittelpunkt des Regnitzlandes gilt, erreichte – stark an Bedeutung gewonnen. Versorgt wurde die Klause von einer nahe gelegenen größeren Mönchsniederlassung. Die Annahme, es habe sich dabei um das Kloster zu Münchberg gehandelt, ist unwahrscheinlich, da die Existenz dieser Einrichtung bis heute nicht nachgewiesen ist. (siehe auch: Geschichte der Stadt Münchberg und Bauwerke in der Stadt Münchberg: Siebenbrüderhaus).
Dass als Ursprung des Ortes Zell eine Mönchsklause anzunehmen ist, bestätigen Begriffe wie „Czell“ (1323), „zu der Czell“ (1441) und der mundartliche Ausdruck „nei die Zell“.
Neben der Versorgung der Pilger kommt auch die Christianisierung der Heiden als Grund für die Errichtung der Zelle in Betracht. Bischof Gunther (1057–1065) stellte bei der Bamberger Synode im Jahr 1059 fest, dass in seinem Bistum ein kleiner Teil slawischer Siedler immer noch an heidnischen Bräuchen festhielt. Für die Besiedlung einzelner Gebiete durch Slawen sprechen häufig vorkommende Namen slawischen Ursprungs wie Förmitz, Seulbitz, Losnitz oder Pulschnitz.

### Spätmittelalter und Frühe Neuzeit
Der Ort wurde nach mehr als 200 Jahren das nächste Mal am 7. März 1323 in einer Urkunde Ludwigs des Bayern erwähnt. Er belehnte auf Wunsch Johanns von Sparneck die Brüder Eberhard und Ulrich von Bindlach mit einem Drittel von Münchberg und Gütern in einigen benachbarten Dörfern, darunter befand sich auch Zell. Das 1439 genannte „Söldengütlein“ kann die zur Zelle gehörende Herberge gewesen sein, die Vorgängerin des heutigen Gasthofs zum Roten Roß. Bei der Mönchszelle errichtete man später eine Kapelle, die erstmals im Archidiakonatsverzeichnis von 1421 erwähnt wurde. Bereits vor dem Jahre 1475 wurde Zell zu einer eigenen Pfarrei erhoben. Im Jahre 1523 wurde die Waldsteinburg zerstört (siehe dazu Wandereisen-Holzschnitte von 1523), zu deren Gütern auch Zell gehörte.
Aufgrund eines Verzeichnisses der Pfarreien um Münchberg in den Jahren 1525 bis 1564 kann man feststellen, dass in den Orten Münchberg, Zell, Sparneck, Weißdorf, Hallerstein, Stammbach, Helmbrechts und Gefrees schon seit 1525 die Loslösung vom Bamberger Bistum angestrebt worden war. Während des Hussitenkrieges wurde Zell ebenso wie die umliegenden Gemeinden schwer geschädigt. Im Jahre 1550 erwarb Markgraf Albrecht Alcibiades von Brandenburg-Kulmbach aus der fränkischen Linie der Hohenzollern das Gebiet als Reichslehen. Während des Zweiten Markgrafenkrieges 1553 geriet Zell zwischen die Lager von Albrecht Alcibiades und König Ferdinand, dessen Ziel es war, sowohl die Stadt Hof zu erobern, als auch die Albrecht gehörenden Lehen einzunehmen. Das Gebiet blieb jedoch für die folgenden 250 Jahre unter der Herrschaft der fränkischen Hohenzollern.
Im 16. Jahrhundert wurden folgende Zechen, „die Ottilienzeche, die alte Wunsiedler Zeche, der Heilig-Drei-Königs-Stollen, der Kaiser-Heinrich-Stollen“ und fünf Gruben erwähnt.

### 17. bis 19. Jahrhundert

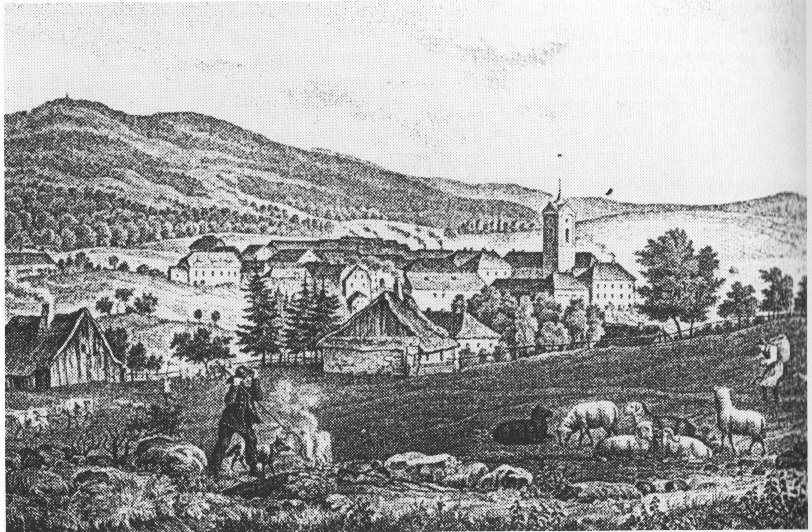
Die älteste Darstellung von Zell aus dem Jahr 1844 von Julius Fleischmann

Während des Dreißigjährigen Krieges (1618–1648) verschlechterte sich die Moral der Zeller Bevölkerung zusehends, wobei auch die Inflation eine große Rolle spielte. In dieser Zeit ist von mehreren Überfällen durch Zeller Einwohner die Rede. Auch die Pest wütete damals schwer und raffte die Bürgerschaft dahin. Über 150 Menschen erlagen dem Schwarzen Tod in der Zeit von 1601 bis 1699. Bei einer Renovierung der Kirche stieß man auf Massengräber, die mit einer dicken Kalkschicht versiegelt worden waren. Es handelte sich dabei wahrscheinlich um Pesttote. Im 17. Jahrhundert wurden in Zell zwei Hirten genannt, die sich jeweils um die Hälfte der Schafe der Gemeinde kümmerten. Der während der Hussitenkriege zum Erliegen gekommene, später wieder florierende Bergbau wurde in dieser Zeit erneut stillgelegt.
Nach dem Tod des letzten Nachfahren von Albrecht Alcibiades, des Markgrafen Friedrich Christian († 20. Januar 1769), übernahm sein nächster Verwandter, der Markgraf von Ansbach Karl Alexander auch die Regierung des nunmehr als Markgraftum Bayreuth bezeichneten Markgraftums Kulmbach. Da er kinderlos war und somit ebenfalls keinen Thronerben hatte, schloss der Markgraf am 16. Januar 1791 ein Bündnis mit dem preußischen König Friedrich Wilhelm II., einem Vertreter der brandenburg-preußischen Hohenzollern, und überschrieb ihm gegen eine jährliche Leibrente in Höhe von 300.000 Gulden die beiden fränkischen Markgraftümer. So fiel Zell am 28. Januar 1792 mitsamt dem Oberamt Münchberg-Stockenroth an Preußen.
In den 1790er Jahren besuchte der berühmte Naturforscher Alexander von Humboldt mehrmals Zell, u. a. für geologische Studien. Humboldt war damals preußischer Oberbergmeister, und so inspizierte er 1794 auch das damals aktive Gelbkreidebergwerk an der Saalequelle. Im Jahr 1797 entdeckte er, dass das Gestein des Haidbergs magnetisch ist.
Die Herrschaft des preußischen Königs über das Markgraftum Bayreuth wurde nach nur 15 Jahren durch die Napoleonischen Kriege wieder beendet. Im Frieden von Tilsit 1807 gingen das Markgraftum und damit Zell zunächst an Frankreich und 1810 an das junge Königreich Bayern. Die vorher gemeinsam verwalteten Orte Sparneck und Zell wurden 1818 getrennte Landgemeinden.
1826 und 1831 zerstörten Großbrände zahlreiche Häuser am Marktplatz, der daraufhin nach Plänen des „Baukondukteurs“ Dietrich neu angelegt wurde. Durch die Versetzung einzelner Häuser wurde eine geradlinigere Anordnung der Straßen erreicht.
Im 19. Jahrhundert florierte das Weberhandwerk in Zell. In den einträglichsten Jahren gab es 202 Handwebstühle im Ort.

### 20. und 21. Jahrhundert

Das alte Zeller Stadtwappen

Von 1902 bis 1972 gab es die Lokalbahn Münchberg–Zell, die neben Zell und Münchberg auch die Ortschaften Sparneck, Weißdorf und die Granitwerke in Reinersreuth bediente.
Im Jahr 1903 erhielt Zell eine moderne Hochdruckwasserleitung, wodurch die alten Steintröge zum Sammeln des Quellwassers verschwanden.
1904 gründete die Firma Georg Schlegel, Münchberg, eine mechanische Buntweberei in Zell, deren Fabrikgebäude noch als Teil der ehemaligen Firma Müller bestehen.
Seit 1909 gibt es in Zell eine elektrische Beleuchtungsanlage.
Das noch bestehende Schwimmbad wurde im Jahr 1930 erstmals ausgebaut. Vorher war es ein Badeweiher.
Das 1877/78 errichtete alte Schulhaus konnte in den 1960er-Jahren den Zuwachs an Kindern in der Gemeinde nicht mehr fassen und so wurde 1965 ein neues Schulhaus eingeweiht. Das alte wurde abgebrochen und im Jahr 1980 das neue Rathaus an seiner Stelle errichtet. Seit diesem Jahr besteht die Gemeinde Zell aus dem Markt selbst und den Orten Friedmannsdorf, Großenau, Kleinlosnitz und Walpenreuth.
Am 24. November 2006 beantragte die Gemeinde auf Initiative von André Puchta 683 Jahre nach der ersten urkundlichen Erwähnung Zells ein förmliches Namensergänzungsverfahren mit der Bezeichnung „Zell im Fichtelgebirge“. Damit wurde nach 25 Jahren wieder ein solcher Vorgang im Landkreis Hof eingeleitet. Nach dem Bescheid des Landratsamts Hof trägt Zell seit dem 15. Juli 2007 die Namensergänzung.

### Verwaltungsgeschichte
Zur Realgemeinde Zell gehörten Oberhaid, Steinbühl, Unterhaid und Waldhütte. Gegen Ende des 18. Jahrhunderts bestand Zell mit Waldhütte aus 124 Anwesen und einer Pfarrkirche mit Pfarrhaus. Die Hochgerichtsbarkeit sowie die Dorf- und Gemeindeherrschaft stand dem bayreuthischen Amt Stockenroth zu. Grundherren waren
- das Amt Stockenroth: 1 Mühle, 2 Ziegelhütten, 2 Halbhöfe, 19 Gütlein, 1 halbes Gütlein, 13 Häuser, 42 Tropfhäuser, 1 Tropfhaus mit Gütlein, 1 halbes Tropfhaus;
- die Hofkanzlei Bayreuth: 1 Gut;
- die Pfarrei Zell: 2 Sechstelhöfe, 20 halbe Sölden mit halbem Haus, 6 halbe Sölden mit Viertelhaus, 6 halbe Tropfhäuser, 4 Vierteltropfhäuser;
- die Gemeinde: 1 Schulhaus, 1 Brauhaus, 1 Hirtenhaus.[22]

Von 1797 bis 1810 unterstand Zell dem Justiz- und Kammeramt Münchberg. Nachdem im Jahr 1810 das Königreich Bayern das Fürstentum Bayreuth gekauft hatte, wurde der Ort bayerisch. Infolge des Ersten Gemeindeedikts wurde 1812 der Steuerdistrikt Zell gebildet. Zu diesem gehörten Friedmannsdorf, Grossenau, Mödlenreuth, Oberhaid, Rieglersreuth, Steinbühl, Tannenreuth, Unterhaid, Waldhütte und Walpenreuth. Zugleich entstand die Ruralgemeinde Zell, die deckungsgleich mit dem Steuerdistrikt war. Sie war in Verwaltung und Gerichtsbarkeit dem Landgericht Münchberg zugeordnet und in der Finanzverwaltung dem Rentamt Münchberg (1919 in Finanzamt Münchberg umbenannt). 1822 wurde die Ruralgemeinde Friedmannsdorf gebildet, zu der Mödlenreuth und Riegelersreuth gehörten. Ab 1862 gehörte Zell zum Bezirksamt Münchberg (1939 in Landkreis Münchberg umbenannt). Die Gerichtsbarkeit blieb beim Landgericht Münchberg (1879 in Amtsgericht Münchberg umgewandelt). 1869 wurde die Ruralgemeinde Grossenau gebildet. Die Gemeinde Zell hatte 1964 eine Fläche von 8,664 km².

### Eingemeindungen
Im Zuge der Gebietsreform in Bayern wurde am 1. Januar 1971 die Gemeinde Grossenau eingegliedert. Am 1. Januar 1972 kam Walpenreuth hinzu. Die Gemeinde Kleinlosnitz folgte am 1. Juli 1972. Schließlich wurde am 1. Mai 1978 Friedmannsdorf ein Gemeindeteil des Marktes Zell.

### Einwohnerentwicklung
Im Zeitraum von 1988 bis 2018 sank die Einwohnerzahl von 2139 auf 1921 um 218 bzw. um 10,2 %. Am 31. Dezember 2002 hatte Zell 2301 Einwohner.
Gemeinde Zell
| Jahr      | 1812   | 1840   | 1852   | 1861   | 1867   | 1871   | 1875   | 1880   | 1885   | 1890   | 1895   | 1900   | 1905   | 1910   | 1919   | 1925   | 1933   | 1939   | 1946   | 1950   | 1961   | 1970   | 1987   | 2007   | 2010   | 2015   | 2022   |
| Einwohner | 1094   | 1347   | 1334   | 1116   | 1158   | 1200   | 1213   | 1160   | 1158   | 1123   | 1064   | 1051   | 1021   | 1091   | 968    | 1031   | 1077   | 1056   | 1404   | 1507   | 1671   | 1706   | 2125   | 2236   | 2131   | 2005   | 1866   |
| Häuser    | 176    |        |        |        |        | 143    |        |        | 137    | 136    |        | 138    |        |        |        | 155    |        |        |        | 177    | 257    |        | 616    |        |        | 655    | 663    |
| Quelle    | [ 23 ] | [ 28 ] | [ 28 ] | [ 29 ] | [ 30 ] | [ 31 ] | [ 32 ] | [ 33 ] | [ 34 ] | [ 35 ] | [ 28 ] | [ 36 ] | [ 28 ] | [ 37 ] | [ 28 ] | [ 38 ] | [ 28 ] | [ 28 ] | [ 28 ] | [ 39 ] | [ 24 ] | [ 40 ] | [ 41 ] | [ 42 ] | [ 42 ] | [ 42 ] | [ 43 ] |

Ort Zell
| Jahr      | 1799   | 1812   | 1819   | 1861   | 1871   | 1885   | 1900   | 1925   | 1950   | 1961   | 1970   | 1987   | 2000   | 2010   | 2015   |
| Einwohner | 525    | *670   | †682   | *946   | 657    | 653    | 622    | 634    | *1415  | *1591  | 1404   | 1282   | *1649  | *1552  | *1474  |
| Häuser    | 92     | *97    |        |        |        | 70     | 70     | 83     | *159   | *238   |        | 357    |        |        |        |
| Quelle    | [ 44 ] | [ 23 ] | [ 45 ] | [ 29 ] | [ 31 ] | [ 34 ] | [ 36 ] | [ 38 ] | [ 39 ] | [ 24 ] | [ 40 ] | [ 41 ] | [ 46 ] | [ 46 ] | [ 46 ] |

## Politik

### Bürgermeister
Horst Penzel (Überparteiliche Wählergemeinschaft e. V.) ist seit den Kommunalwahlen im Jahr 2008 Nachfolger von Albrecht Dietel (SPD/Unabhängige) als Erster Bürgermeister. Bei der Kommunalwahl vom 15. März 2020 wurde er mit 53,68 % der Stimmen wiedergewählt.

### Marktgemeinderat
Der Gemeinderat hat 14 Mitglieder, die sich so verteilen:
| Partei/Liste                       | Wahl 2020 | Wahl 2014 | Wahl 2008 |
| ---------------------------------- | --------- | --------- | --------- |
| Überparteiliche Wählergemeinschaft | 5         | 6         | 5         |
| CSU                                | 3         | 4         | 5         |
| SPD/Unabhängige                    | -         | 4         | 4         |
| SPD                                | 2         | -         | -         |
| Aktive Waldstein-Bürger            | 4         | -         | -         |

Der Marktgemeinderat hat 14 Mitglieder. Weiteres Mitglied und Vorsitzender des Marktgemeinderats ist der Erste Bürgermeister. Bei der Kommunalwahl vom 15. März 2020 haben von den 1.658 stimmberechtigten Einwohnern im Markt Zell im Fichtelgebirge 1.111 von ihrem Wahlrecht Gebrauch gemacht, womit die Wahlbeteiligung bei 67,01 % lag.

### Wappen und Flagge
Wappen
|  | Blasonierung: „Geviert, 1 und 4: wieder geviert von Silber und Rot; 2: in Silber ein gestieltes schwarzes, 3: in Schwarz ein gestieltes silbernes Blatt.“ |
|  | |

Flagge
Die Gemeindeflagge ist rot-weiß.

## Öffentliche Einrichtungen

### Bildungseinrichtungen
- Grund- und Mittelschule
- Gemeindebücherei im Rathaus

### Freizeit- und Sportanlagen
- Beheiztes Freibad
- Tennisanlage (Tennisclub Waldstein e. V.)
- Sportgelände des FC Zell
- Sportgelände des TSV Zell
- Sonderlandeplatz Zell-Haidberg der Luftsportgruppe Münchberg e. V.
- Markierte Rundwanderwege
- Basketballplatz im Winter Eishockey
- Waldlehrpfad

## Kultur und Sehenswürdigkeiten

### Theater

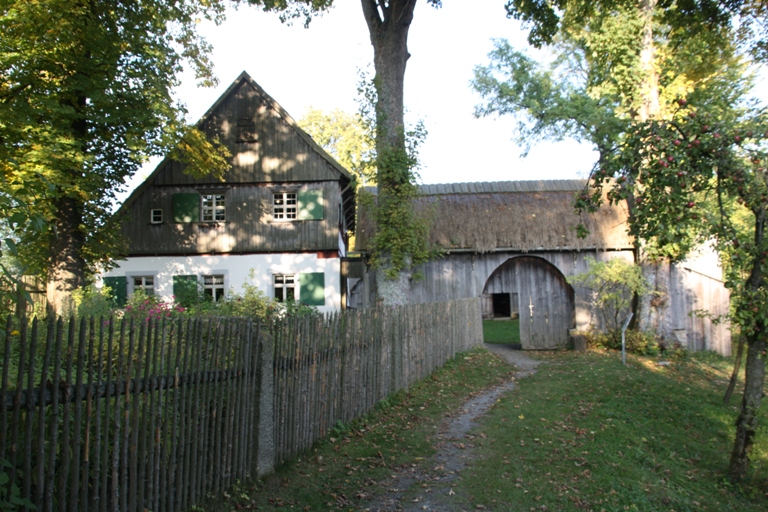
Bauernhofmuseum im Ortsteil Kleinlosnitz

- Waldstein-Festspiele
- Laienspielgruppe Zell

### Museum
- Oberfränkisches Bauernhofmuseum Kleinlosnitz
- Infostelle Naturpark Fichtelgebirge im Oberfränkischen Bauernhofmuseum Kleinlosnitz

### Bau- und Bodendenkmäler
- St.-Gallus-Kirche (evang.-luth.)
- Bauwerke auf dem Großen Waldstein

### Naturdenkmäler

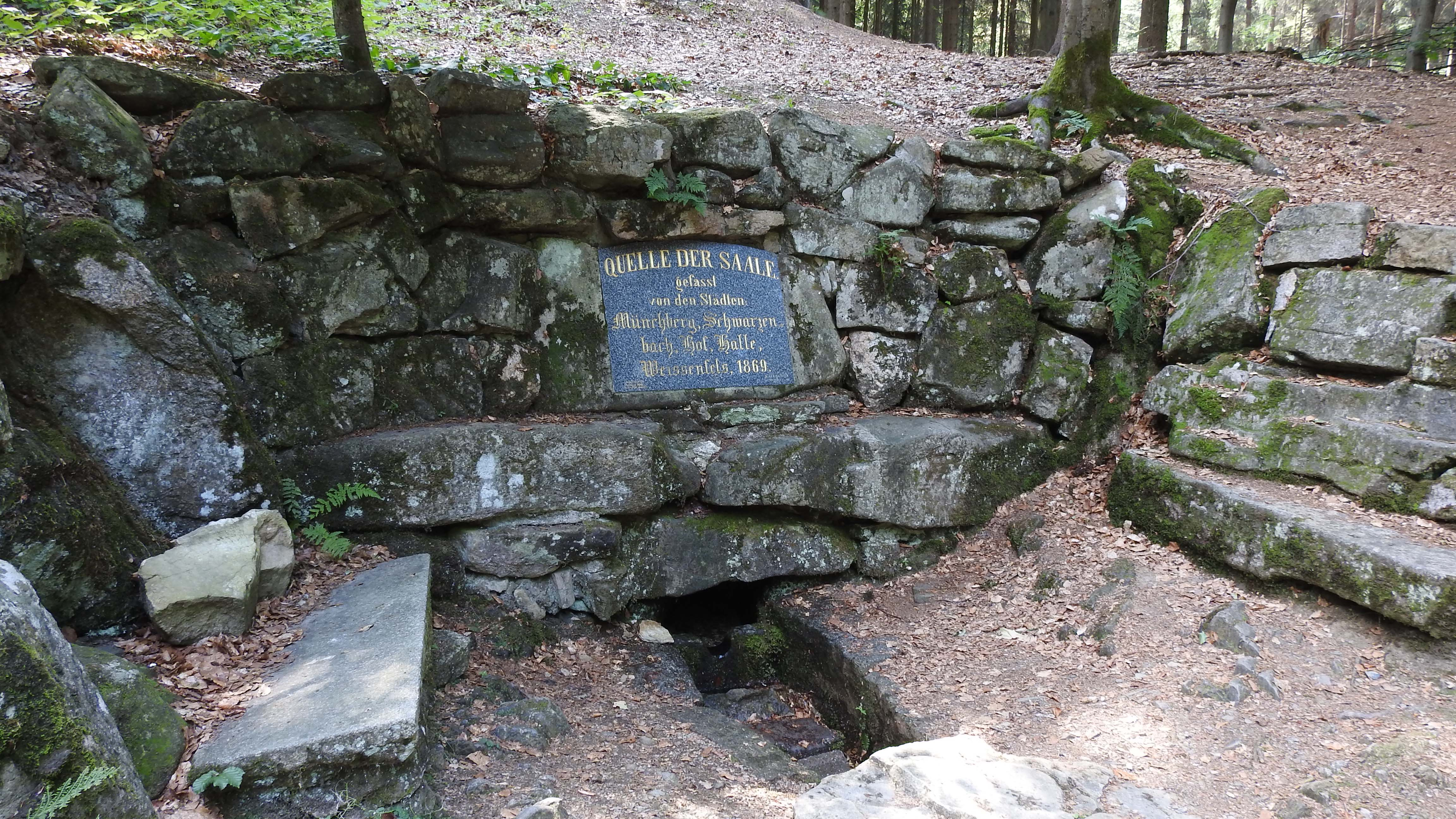
Quellfassung der Sächsischen Saale

Die zum Gebiet zählenden Naturdenkmäler sind vor allem im Umfeld des Großen Waldsteins zu finden. Es handelt sich dabei vor allem um Felsengruppen, darunter der Druidenfels, die Schanze, der Bruckschlagfelsen, der Waagstein, der Bärenfangfels und der Arnsteinfelsen. Ein weiteres Naturdenkmal ist die Saalequelle mit Umgebung.

### Regelmäßige Veranstaltungen
- Heimat- und Wiesenfest (Festgelände Haidberg)
- STARS in der Region (Charity-Megaparty)
- STARS der Nacht (Charity-Megaparty)
- Flugplatzfest (Luftsportgruppe Münchberg)
- Herbstkirchweih (Marktplatz)
- Weihnachtsmarkt (Marktplatz)
- Haidbergkerwa (Landjugendgruppe Großlosnitz)
- FrühlinXfest der VolXmusik (Landjugendgruppe Großlosnitz)
- Losnitzer Oktoberfest (Landjugendgruppe Großlosnitz)
- Weinfest Lösten (Dorfgemeinschaft Lösten e. V.)
- Schotterkärwa (Losnitzer Kärwagemeinschaft)

## Verkehr
Die HO 19 führt nach Grossenau (2,8 km südwestlich) bzw. über Schnackenhof und an Erbsbühl vorbei nach Großlosnitz (2,4 km nördlich). Die Kreisstraße HO 20 führt nach Friedmannsdorf (3,7 km westlich) bzw. über Reinersreuth nach Sparneck (3,5 km nördlich). Die Kreisstraße HO 39/BT 45 über Walpenreuth und Tannenreuth zur Staatsstraße 2180 bei Knopfhammer (5 km südwestlich). Ein Anliegerweg führt nach Oberhaid (1,3 km südwestlich).
Bis 1971 war der Ort an der Bahnstrecke Münchberg–Zell angebunden. Bis heute besteht der Sonderlandeplatz Flugplatz Zell-Haidberg für Luftfahrzeuge bis zu 2000 kg Höchstabfluggewicht.

## Persönlichkeiten
- Ursula Boos-Nünning (* 1944), Soziologin, Erziehungswissenschaftlerin und Migrationsforscherin